# Georg Heinrich Borowski
Georg Heinrich Borowski (Königsberg, 26 luglio 1746 – Francoforte sull'Oder, 26 luglio 1801) è stato uno zoologo tedesco.
Era figlio di Andreas Ernst Borowski e Maria Regina Negelken e fratello minore dell'arcivescovo di Königsberg (l'attuale Kaliningrad), nella Prussia Orientale, Ludwig Ernst von Borowski. Dopo aver completato gli studi nella sua città natale, nel 1774 divenne insegnante di storia naturale presso l'Accademia di cavalleria di Brandeburgo sulla Havel; l'anno successivo si trasferì a Berlino, ma poco dopo andò a insegnare storia naturale al Philanthropin di Heidesheim am Rhein, fondato da Karl Friedrich Bahrdt. Nel 1779 giunse a Francoforte sull'Oder, dove ricevette inizialmente la cattedra di storia naturale e, nel 1789, quella di economia domestica.

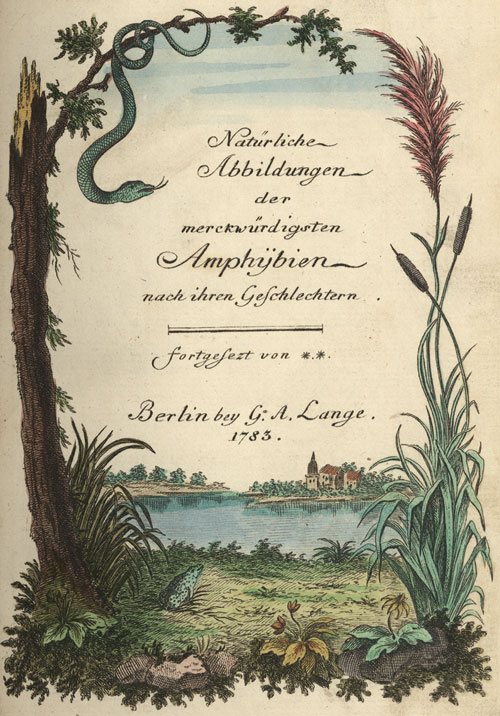
Frontespizio di Naturgeschichte des Thierreichs Amphibien (1783).

Nel 1781 descrisse ufficialmente la megattera (Megaptera novaeangliae) con il nome Balaena novaeangliae nell'opera Gemeinnüzzige Naturgeschichte des Thierreichs, molto nota all'epoca.